# Eulacestoma nigropectus
L’aratore crestato o aratore caruncolato (Eulacestoma nigropectus De Vis, 1894) è un uccello passeriforme, unica specie ascritta al genere Eulacestoma De Vis, 1894 ed alla famiglia Eulacestomatidae Schodde & Christidis, 2004.

## Etimologia
Il nome scientifico del genere, Eulacestoma, deriva dall'unione delle parole greche ευλακα (eulaka, "vomere") e στομα (stoma, "bocca"), in riferimento alla particolare conformazione del becco: il nome della specie, nigropectus, deriva dal latino e significa "dal petto nero", in riferimento alla livrea.

Il nome comune della specie, "aratore crestato", è anch'esso un riferimento alla forma del becco, così come alle caruncole facciali dei maschi.

## Descrizione

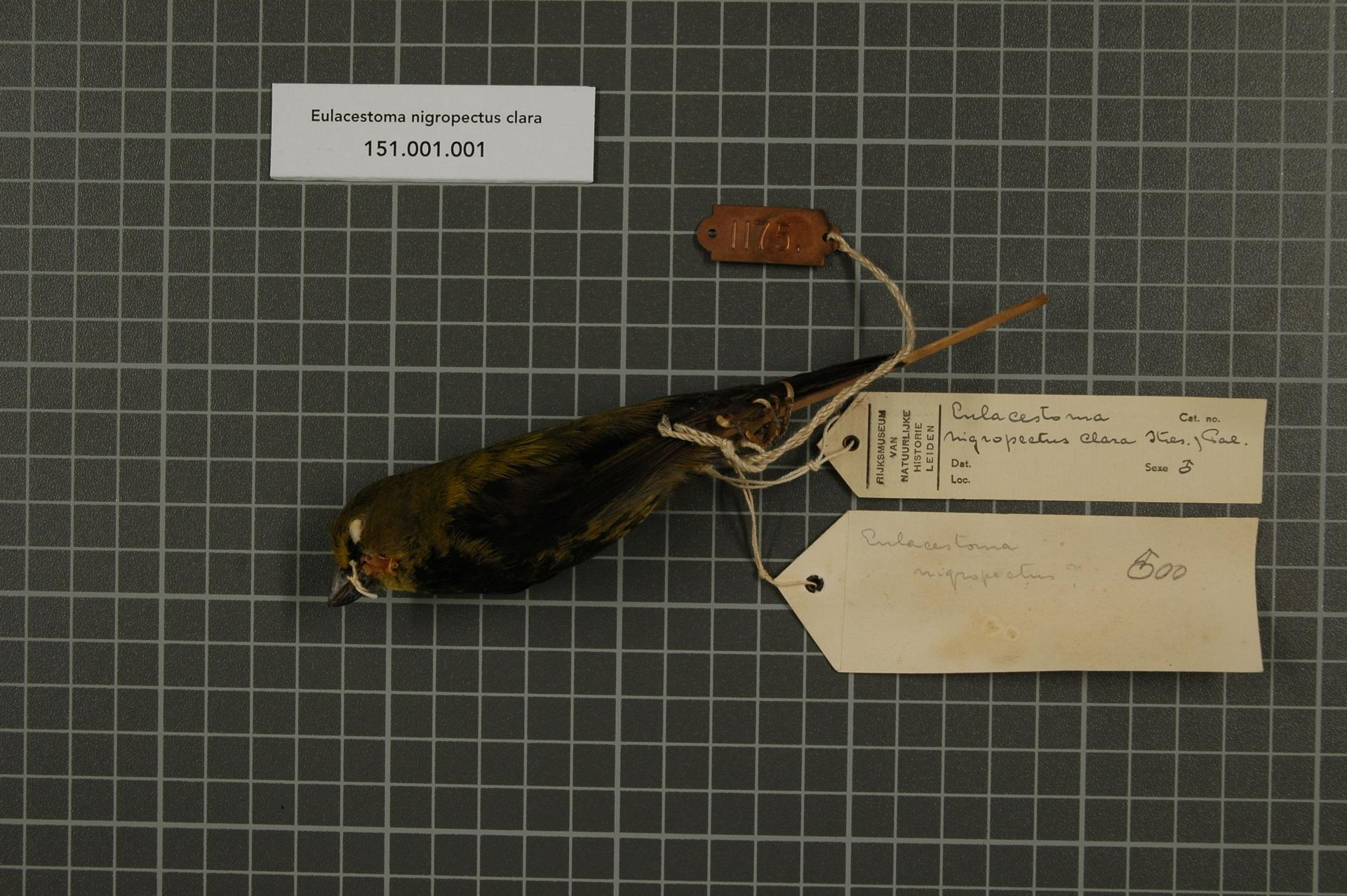
Maschio impagliato.

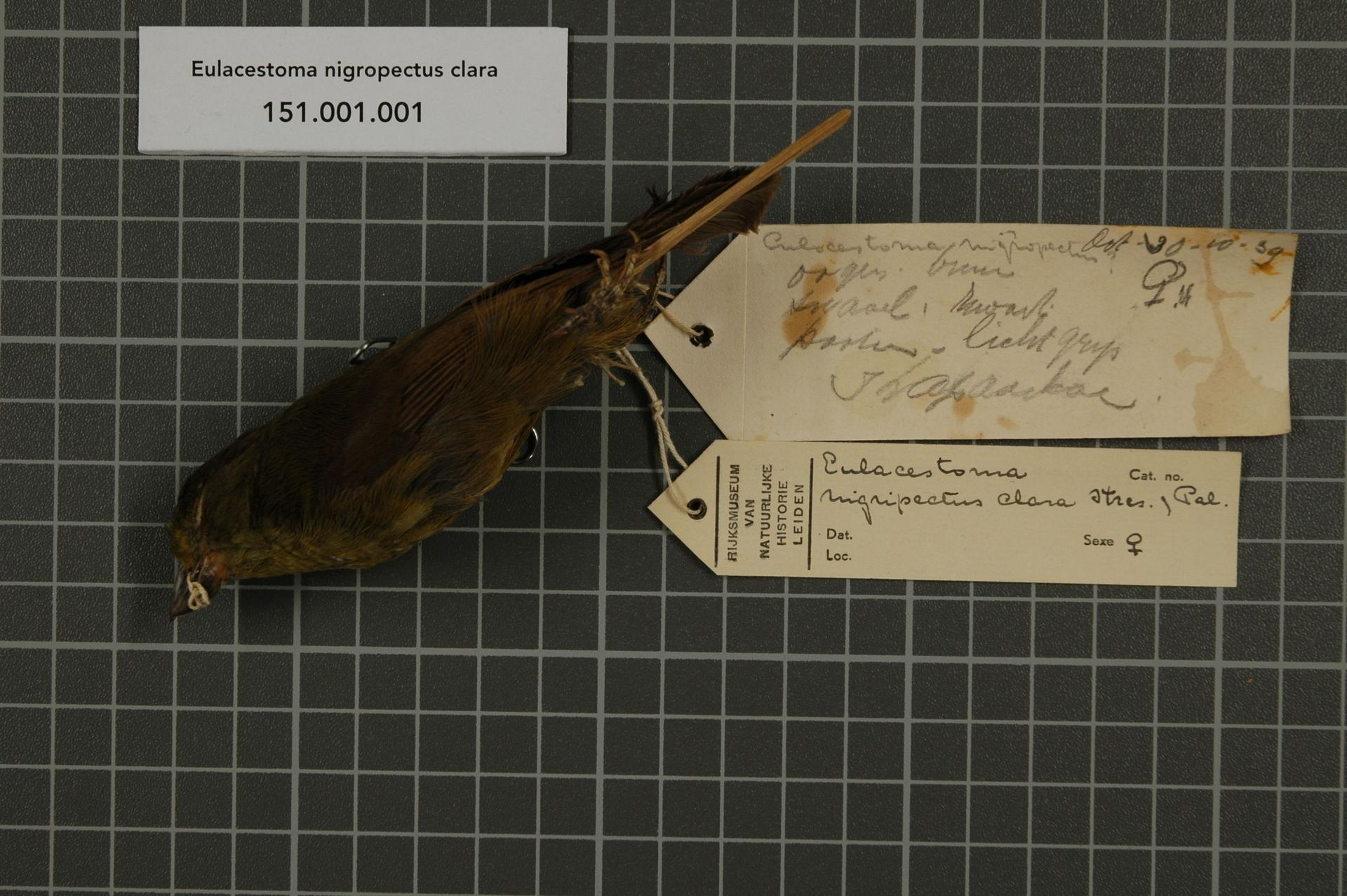
Femmina impagliata.

### Dimensioni
Misura 12,5–14 cm di lunghezza, per 19-22 g di peso.

### Aspetto
Si tratta di uccelletti dall'aspetto slanciato e simile a quello di un canarino, muniti di testa arrotondata con inconfondibile becco corto, alto e molto compresso lateralmente, munito di mandibola inferiore lievemente ricurva verso l'alto e mandibola superiore con margine esterno rinforzato: le zampe sono forti, le ali appuntite e la coda rettangolare.
Il piumaggio è di colore verde-olivaceo su tutto il corpo, con tendenza a schiarirsi divenendo giallo-verdastro sulla faccia e sull'area ventrale (petto e ventre).

Il dimorfismo sessuale è netto: nei maschi proprio il petto (come intuibile dal nome scientifico), oltre che le remiganti, sono di colore nero, mentre nella femmina le ali tendono al castano e il petto è dello stesso colore giallo-verdastro della gola: nel maschio anche le penne del ventre e delle scapole immediatamente vicine all'area nera presentano orlo esterno nerastro, a dare un effetto a scaglie, ed è inoltre presente una mascherina nera fra i lati del becco e l'occhio. Inoltre, nei maschi sono presenti delle grosse caruncole ovali glabre e di colore rosato, simili a dei bargigli, ai due lati della bocca, del tutto assenti nella femmina.
In ambedue i sessi, gli occhi sono di colore bruno scuro, mentre il becco e le zampe sono di colore nerastro.

## Biologia
Si tratta di uccelletti dalle abitudini diurne, che si muovono da soli, in coppie o al più in gruppetti familiari di 4-6 individui, spesso associandosi a stormi di altri piccoli uccelli insettivori, mantenendosi fra i cespugli o gli alberi al di sotto dei 10 m d'altezza: specialmente i maschi fanno di tanto in tanto udire il proprio richiamo (formato da 6 note fischianti intervallate da versi ronzanti) dalla canopia.

### Alimentazione
L'aratore crestato è un uccello insettivoro, che utilizza il forte becco per intaccare i tronchi, rimuovere la corteccia o allargarne le crepe al fine di mettere allo scoperto gli insetti e le larve di cui si nutre.

### Riproduzione
Mancano informazioni circa i costumi riproduttivi di questi uccelli: l'osservazione di femmine in amore in luglio ed esemplari subadulti verso la fine di maggio fa pensare che essi si riproducano verso la fine della stagione delle piogge.

## Distribuzione e habitat
L'aratore crestato è endemico della Nuova Guinea, della quale colonizza la Cordigliera Centrale dai Monti Weyland ai monti Owen Stanley, pur risultando più comune nella regione delle Terre Alte.
L'habitat di questi uccelli è rappresentato dalla foresta montana e dalla foresta nebulosa, sia primaria che secondaria (purché con densa ricrescita di sottobosco ed epifite) e con preferenza per le foreste di bambù fra i 1950 e i 2850 m di quota, sebbene localmente possa scendere di quota.

## Tassonomia

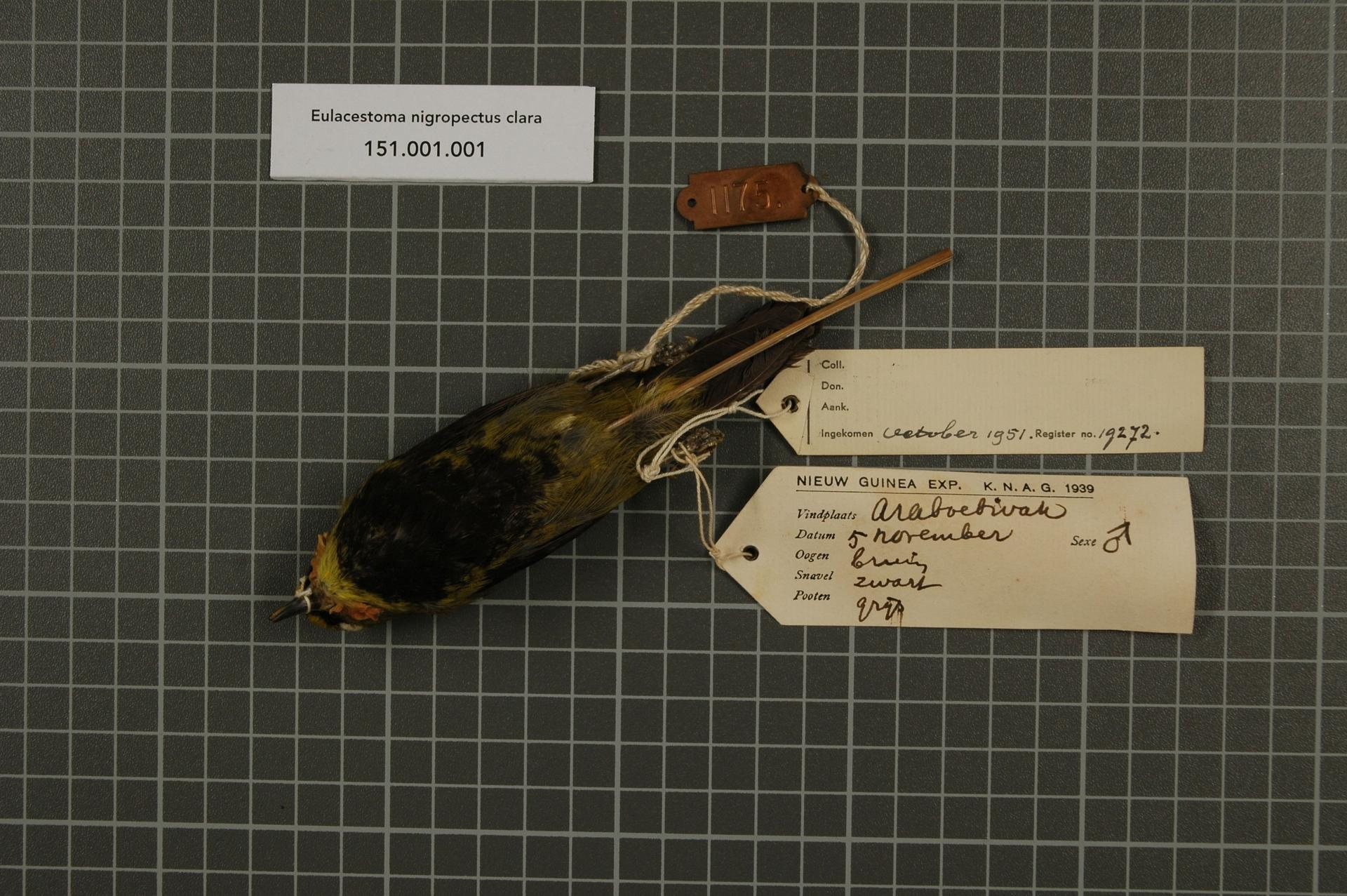
Maschio della "sottospecie" clara.

La sistematica di questi particolari uccelli è stata piuttosto travagliata: a lungo classificati come incertae sedis, attualmente si tende a classificarli in una famiglia monotipica a sé stante, gli Eulacestomatidae, facente parte di una radiazione australo-papuana di Corvida e lontanamente imparentata con Mohouidae e soprattutto Neosittidae: alcuni autori invece vedrebbero l'aratore crestato come un clade molto basale del grande gruppo comprendente fra gli altri Oriolidae e Pachycephalidae.
Alcuni autori riconoscerebbero una sottospecie clara dell'area fra le Star Mountains ed il Monte Hagen, tuttavia tale popolazione differisce molto poco dalla nominale e si tende a sinonimizzare le due.